# Понтоне (Л'Аквила)
Понтоне (итал. Pontone) је насеље у Италији у округу Л'Аквила, региону Абруцо.
Према процени из 2011. у насељу је живело 37 становника. Насеље се налази на надморској висини од 999 м.